# Klasseneinteilung im deutschen Reitsport
Im deutschen Reitsport werden die Begriffe Leistungsklasse, Altersklasse und Prüfungsklasse unterschieden. Daneben werden Reiter aufgrund ihrer Ranglistenpunkte klassifiziert. Die folgenden Angaben beziehen sich auf Dressur- und Springreiten. Im Vielseitigkeitsreiten und beim Fahren gelten leicht abgeänderte Regelungen.

## Allgemeines
Im Regelfall schränkt die Ausschreibung den Teilnehmerkreis nach Altersklasse, Leistungsklasse und erzielten Erfolgen ein. Sollte der Nachweis eines Erfolges für die Startberechtigung in einer Prüfung erforderlich sein, zählen alle Erfolge des Pferdes/Reiters bis Nennungsschluss der Pferdeleistungsschau.
Für Reiter gelten folgenden Angaben:
- Altersklasse
- Leistungsklasse in jeder Disziplin
- höchste erreichte Platzierung in jeder Disziplin
- Ranglistenpunkte in jeder Disziplin

Für Pferde gelten folgenden Angaben:
- Alter: Das Alter eines Pferdes ist relevant, wenn es in Aufbauprüfungen (für junge Pferde) vorgestellt werden soll.
- höchste erreichte Platzierung in jeder Disziplin

## Prüfungsklassen
Die Prüfungsklassen beschreiben den Schwierigkeitsgrad einer Prüfung. In Deutschland gibt es mit zunehmendem Schwierigkeitsgrad Klasse E (Eingangsstufe), Klasse A (Anfangsstufe), Klasse L (Leicht), Klasse M (Mittelschwer) und Klasse S (Schwer). In den meisten Disziplinen und Klassen wird der Schwierigkeitsgrad anhand der Sternekategorie weiter unterteilt (z. B. Springprüfung A**, Dressurprüfung M*).
Ein Pferd darf auf demselben Turnier grundsätzlich nur in zwei benachbarten Prüfungsklassen starten.
Zusätzlich gibt es in der Wettbewerbsordnung (WBO) eine Vielzahl von Wettbewerben mit Anforderungen unterhalb der Klasse E wie Reiterwettbewerbe oder breitensportliche Wettbewerbe (z. B. Geschicklichkeitsparcours). Für WBO-Wettbewerbe müssen die Teilnehmer keiner Leistungsklasse angehören, für LPO-Prüfungen ist dies hingegen verpflichtend.

### Vor LPO 2008
Mit der LPO 2008 entfielen die unterschiedlichen Kategorien. Zuvor wurde zwischen Prüfungen der Kategorie A, B und C unterschieden.

## Altersklassen
Im Turniersport werden die Reitenden in verschiedene Altersklassen eingeteilt, so werden einzelne Prüfungen oder ganze Turniere nur für bestimmte Altersklassen ausgeschrieben.
Im deutschen Reitsport gibt es sechs Altersklassen, die sich an die von der FEI vorgegebenen internationalen  Altersklassen anlehnen:
U14 (Children/CH) – werden im laufenden Kalenderjahr höchstens 14 Jahre alt.
U16 (Ponyreiter/P) – werden im laufenden Kalenderjahr höchstens 16 Jahre alt.
U18 (Junioren/JUN) – werden im laufenden Kalenderjahr höchstens 18 Jahre alt.
U21 (Junge Reiter/JR) bzw. U21 (Junge Fahrer/JF) – werden im laufenden Kalenderjahr höchstens 21 Jahre alt.
U25 – werden im laufenden Kalenderjahr höchstens 25 Jahre alt.
Ü22 (Reiter/Fahrer) – werden im laufenden Kalenderjahr mindestens 22 Jahre alt.
Die Ausschreibung bzw. Teilung von Prüfungen und Wettbewerben nach Alter der Teilnehmer ist nach Geburtsjahrgängen oder z. B. für die Altersklassen U16, Ü40 etc. möglich. Es gibt spezielle Prüfungen, bei denen ausschließlich Ponys zugelassen sind. Im Turniersport gilt ein Pferd als Pony, wenn sein Stockmaß 148,99 Zentimeter nicht übersteigt. Auf Meisterschaften und Championaten der Altersklasse U14 (Children) hingegen dürfen nur Pferde und keine Ponys eingesetzt werden.

### Vor LPO 2000
Die neue Altersklasse Reiter hieß bis zur LPO-Änderung 2000 Senioren.

## Leistungsklassen
Neben der Einteilung in Altersklassen werden alle Reiter, die nicht nur an breitensportlichen WBO-Wettbewerben teilnehmen, zusätzlich in Leistungsklassen eingeteilt. Abhängig vom Besitz von Leistungsabzeichen und den Turniererfolgen in den jeweils zwei vorangegangenen Jahren erfolgt die Einteilung. Die Einteilung in Leistungsklassen erfolgt für jede Disziplin getrennt.
- Leistungsklasse 7 dient als Einstieg. Hierfür muss eine sogenannte Schnupperlizenz erworben werden.[4] Diese berechtigt zur Teilnahme an E-Dressuren und E-Springen.

- Leistungsklasse 6 kann beantragen, wer im Besitz des Reitabzeichen 5 bzw. eines bis 2013 erworbenen DRA IV (Kleines Reiterabzeichen) ist. Diese berechtigt zur Teilnahme an den Prüfungsklassen E und A.

- Leistungsklasse 5 kann beantragen, wer eine der folgenden Voraussetzungen erfüllt. Die Leistungsklasse 5 berechtigt zur Teilnahme an Prüfungen der Klassen A und L.

1. Besitz eines bis 1999 erworbenen DRA III (Bronzenes Reiterabzeichen)
2. Besitz des DRA III (erworben in den Jahren 2000 bis 2013) bzw. Reitabzeichens 4
3. Besitz eines disziplinspezifischen DRA III bzw. Reitabzeichens 4, gilt nur für die jeweilige Disziplin
4. im Besitz des Reitabzeichens 3 sein.

- Leistungsklasse 4 kann beantragen, wer eine der folgenden Voraussetzungen erfüllt. Die Leistungsklasse 4 berechtigt zur Teilnahme an Prüfungen der Klassen A, L und M.

1. Besitz des Reitabzeichens 2 bzw. eines bis 2013 erworbenen DRA II (Silbernes Reiterabzeichen)
2. Nachweis von Erfolgen in Prüfungen der Klasse L
3. abgeschlossenen Berufsausbildung zum Pferdewirt Fachrichtung Klassische Reitausbildung (ehemals Pferdewirt Fachrichtung Reiten)
4. Amateurreitlehrer (Trainer A)

- Leistungsklasse 3 kann beantragen, wer eine der folgenden Voraussetzungen erfüllt. Die Leistungsklasse 3 berechtigt zur Teilnahme an Prüfungen der Klassen A, L, M und S.

1. Nachweis von Erfolgen in Prüfungen der Klasse M
2. abgeschlossenen Berufsausbildung zum Pferdewirtschaftsmeister im Teilbereich Reitausbildung (ehemals Pferdewirtschaftsmeister Reiten)

- Die Leistungsklassen 1 und 2 werden aufgrund entsprechender Erfolge in Prüfungen der Klassen M und S erteilt.[5]

### Vor LPO 2013
Bis einschließlich gehörten 2012 alle Reiter, der keinen anderen Leistungsklasse angehörte, der Leistungsklasse 0 an.

## Klassifizierung der Pferde
Turnierpferde werden nicht in Klassen eingeteilt. Jedoch werden die Erfolge in LPO-Prüfungen nicht nur für Reiter, sondern auch für Pferde von der FN registriert, gespeichert und veröffentlicht. Diese Änderung besteht seit 1. Januar 2008, demnach werden nun auch erfolgreiche Prüfungen der Klasse E verzeichnet. Erfolge bei Pferden gelten wie bei Reitern für die beiden folgenden Turnierjahre.
Während in Dressur- und Springprüfungen Reiter und Pferd getrennt voneinander betrachtet werden, ist es für die Teilnahmevoraussetzung an internationalen Vielseitigkeitsprüfungen grundsätzlich erforderlich, dass der startende Reiter die Erfolge mit dem startenden Pferd gemeinsam erreicht hat. So soll sichergestellt werden, dass das startende Paar den Anforderungen wirklich gewachsen ist und Unfälle an den festen Hindernissen minimiert werden.